# Victoria's Secret Fashion Show
Victoria's Secret Fashion Show (укр. Показ мод Victoria's Secret) — щорічний показ мод, що спонсорується Victoria's Secret, компанією з продажу жіночої нижньої білизни.

## Історія
Перший показ мод, який представлявся Стефані Сеймур, проходив у готелі «Плаза» в Нью-Йорку в серпні 1995 року. У шоу також взяли участь Беверлі Піл і Фредерік ван дер Вал. Перший показ мод пройшов за два місяці до продажу The Limited, власником Intimate Brands, компанії-засновника Victoria's Secret, 16 відсотків акцій компанії. Стефані Сеймур ледь не з'явилася в Нью-Йоркській фондовій біржі, щоб дати старт торгам. Пізніше вона все-таки з'явилася, вона подзвонила в дзвіночок, щоб зупинити торги, це було частиною рекламної кампанії. Подальші три щорічних покази також проходили в «Плазі».
1999 року, під час Супер Боул XXXIII, Victoria's Secret оголосила 72-годинний відлік до запуску інтернет-мовлення Victoria's Secret Fashion Show, яке подивилося понад 2 мільйони глядачів. Intimate Brands купила 30 секунд телевізійного рекламного часу під час мовлення Super Bowl за $ 1,5 мільйона ($ 2 мільйони в нинішніх цінах) і витратила ще 4 мільйони доларів, щоб надати події гласність. У шоу, яке транслював Broadcast.com, взяли участь Тайра Бенкс, Летиція Каста, Гайді Клум, Карен Мюлдер, Даніела Пештова, Інес Ріверо та Стефані Сеймур. У 1999 і 2000 роках покази транслювалися в інтернеті наживо, але одного разу, 2000 року, показ був перенесений з звичайного лютневого вечора в готелі «Плаза» на травневий концерт, що проходить під час Каннського кінофестивалю у Франції для того, щоб зібрати гроші на благодійний проєкт Cinema Against AIDS (укр. Кіно проти СНІДу). Вдалося зібрати $ 3,5 мільйони.
Шоу 2001 року, яке вів Руперт Еверетт, знову повернулося до Нью-Йорка, але проходило воно не в готелі «Плаза», як раніше, а в парку Браянт. Того ж року воно вперше транслювалося по телебаченню каналом ABC, і привернуло увагу мільйонів глядачів. Однак ця трансляція викликала у публіки неоднозначні оцінки; кожен рік Федеральне агентство зі зв'язку США отримує безліч скарг з приводу трансляції. Але тим не менш, з тих пір показ мод став транслюватися по телебаченню щорічно.
З 2002 по 2005 роки покази проходили в Lexington Avenue Armory в Нью-Йорку. 2004 року показ був скасований, це було пов'язано з інцидентом на чемпіонаті Супер Боул XXXVIII, коли під час виступу Джастін Тімберлейк перед мільйонами телеглядачів смикнув Джанет Джексон за верхню частину костюма і, відірвавши шматок, оголив її праву грудь з прикрашеним пірсингом соском. Перед показом 2005 Тайра Бенкс оголосила про те, що вона вирішила залишити кар'єру моделі та зосередитися на телебаченні та на своєму шоу The Tyra Banks Show, зробивши показ 2005 свого роду прощанням з її десятирічною участю в показах для цієї компанії.
2004 року замість щорічного показу мод «ангели» (Тайра Бенкс, Гайді Клум, Жизель Бюндхен, Адріана Ліма та Алессандра Амбросіу) провели Angels Across America Tour (укр. Тур ангелів Америкою), масову кампанію для просування бренду, націлену на чотири головні міста: Нью-Йорк, Маямі, Лас-Вегас і Лос-Анджелес.
Покази 2006 і 2007 років проходили в театрі Кодак у Лос-Анджелесі. 13 листопада 2007 року «ангели» Victoria's Secret удостоїлися зірки на голлівудській «Алеї слави». «Ангелами» 2007 року, які взяли участь в цьому святкуванні на честь 25-річчя Victoria's Secret на бульварі Голлівуд, були Гайді Клум, Адріана Ліма, Алессандра Амбросіу, Кароліна Куркова, Селіта Ібенкс, Ізабель Гулар, Маріса Міллер і Міранда Керр. Присутні на заході й інші моделі, які брали участь у показі цього року. Показ 2008 збігся з грандіозним повторним відкриттям готелю Fontainebleau Miami Beach.
2006 року на подіумі дебютував дочірній бренд Victoria's Secret — PINK (укр. рожевий). Показ цього року відкривав Джастін Тімберлейк, виконавши свою пісню «Sexy Back». Для Жизель Бюндхен цей показ мод став останнім для цієї компанії.
2007 року на показі виступили «Spice Girls», це стало їх дебютом на американському телебаченні після їх возз'єднання. Також у показі повинен був взяти участь Каньє Вест, але виступ було скасовано у зв'язку зі смертю його матері. Його замінив will.i.am.
Шоу 2008 року проводилося в готелі Fountainebleu Miami Beach, Флорида. Його відкрив своїм виступом Гырук. На відміну від інших шоу, подіум в цей раз був розташований паралельно глядацьких місць.
2009 року показ мод був у Нью-Йорку, в Lexington Avenue Armory, де останній раз він проходив 2005 року. Показ 2009 року став значущим, оскільки включав в себе фінальні результати проведеного конкурсу, який називався Victoria's Secret Model Search (укр. Пошук моделей Вікторія Сікрет), щоб знайти нового «Ангела для подіуму» Victoria's Secret. Переможницею стала Кайлі Бісутті.
В Victoria's Secret Fashion Show 2010, яке транслювалося 30 листопада 2010 року на CBS, взяли участь Кеті Перрі та Akon. Рекламна кампанія включала в себе lipdub (відео, зроблене з маленьких уривків, де різні люди (в даному випадку моделі) підспівують одну й ту ж пісні) на пісню Кеті Перрі «Firework». До 2010 року в показах взяло участь 152 моделі.
2011 року показ відкрив Каньє Вест, яку присвятив матері.

## Критика
Перші інтернет-трансляції були розкритиковані через слабке з'єднання та погану якість відео. Один критик з газети «The New York Times» описав свої відчуття від перших інтернет-нарад XX століття, що він відчував себе так, як ніби «дивився стриптиз через замкову щілину».
Деякі критики порівнюють телевізійні версії показів XXI століття з порнографією, у той час як інші описують їх як «прямий меркантилізм» і рекламні ролики. Однак, попри те, що кожен рік Федеральне агентство зі зв'язку (США) завалюють скаргами, жоден штраф так і не був виписаний. Під час трансляції показу 2001 канал ABC замазував картинку в тих місцях, коли були показані занадто відверті наряди. Це дозволило шоу увійти в рамки стандартів телемовлення та отримати рейтинг TV-14. 2002 року National Organization for Women протестувала проти показу, називаючи його «ненав'язливим рекламним порнороликом». CBS дав показам минулих років рейтинг TV-14, що означає, що програма може містити в собі матеріал, невідповідний для дітей 14 років або молодше. Тим не менш, деякі філії вирішили не транслювати минулі покази, включаючи філію Fisher Communications в Айдахо. 2009 року American Decency Association організувала протест у вигляді електронних листів, які вони відіслали спонсорам показу, таким як AT&T, KFC, Netflix, Nikon і Reebok.

## Усі виступи
| Дата                                                                      | Місце проведення                          | Телеканал                            | Глядачі, млн    | Моделі | Примітки                          | Спеціальні гості                                                                                    |
| ------------------------------------------------------------------------- | ----------------------------------------- | ------------------------------------ | --------------- | --- | --------------------------------- | --------------------------------------------------------------------------------------------------- |
| 1 серпня 1995                                                             | Готель «Плаза», Нью-Йорк                  | не транслювався                      | не транслювався | Стефані Сеймур • Інгрід Сейнгейв • Лейлані Бішоп • Натані Едкок • Кері Клауссен • Ребекка Ромейн • Фредерік ван дер Вал • Вероніка Вебб • Кетрін Маккорд • Беверлі Піл • Магдалена Вробель • Гелена Баркуїлла • Гейл Елліот • Анжеліка Калліо • Валері Джин | [ 33 ]                            | |
| 6 лютого 1996                                                             | Готель «Плаза», Нью-Йорк                  | не транслювався                      | не транслювався | Стефані Сеймур • Лейлані Бішоп • Фредерік ван дер Вал • Вероніка Вебб • Кетрін Маккорд • Беверлі Піл • Тайра Бенкс • Карен Мюлдер • Гелена Крістенсен • Наомі Кемпбелл • Керрі Салмон • Ясмен Гаурі | [ 34 ] [ 3 ]                      | |
| 4 лютого 1997                                                             | Готель «Плаза», Нью-Йорк                  | не транслювався                      | не транслювався | Стефані Сеймур • Інгрід Сейнгейв • Кері Клауссен • Ребекка Ромейн • Фредерік ван дер Вал • Тайра Бенкс • Карен Мюлдер • Гелена Крістенсен • Наомі Кемпбелл • Керрі Салмон • Ясмен Гаурі • Гайді Клум • Летиція Каста • Чандра Норс • Тріція Гелфер • Ельза Бенітес • Вендела Кірсебом • Джорджанна Робертсон • Естер Каньядас • Клаудія Шиффер | [ 35 ] [ 3 ] [ 4 ]                | |
| 3 лютого 1998                                                             | Готель «Плаза», Нью-Йорк                  | не транслювався                      | не транслювався | Стефані Сеймур' • Кері Клауссен • Натані Едкок • Ребекка Ромейн • Тайра Бенкс • Карен Мюлдер • Наомі Кемпбелл • Керрі Салмон • Гайді Клум • Летиція Каста • Чандра Норс • Трішиа Гелфер • Даніела Пештова • Інес Ріверо • Джеймі Кінг • Євгенія Сільва • Бріджет Голл • Валерія Мазза • Міка Данкл • Крістель Сен Луї Августін • Астрід Муньос • Енні Мортон • Інес Риверо | [ 36 ] [ 37 ]                     | |
| 3 лютого 1999                                                             | Ресторан Cipriani на Уолл-стріт, Нью-Йорк | інтернет-трансляція на Broadcast.com | 2.0+            | Стефані Сеймур • Лейлані Бішоп • Натані Едкок • Тайра Бенкс • Карен Мюлдер • Гайді Клум • Летиція Каста • Даніела Пештова • Інес Ріверо • Ельза Бенітес • Джеймі Кінг • Євгенія Сільва • Адріана Ліма • Жизель Бюндхен • Кармен Касс • Френкі Райдер • Тріш Гофф • Єва Герцигова • Ана Клаудіа Міхельс • Кірсті Г'юм • Кіара Кабукуру • Голліанн Леонард • | [ 6 ] [ 39 ] [ 40 ] [ 41 ] [ 42 ] | |
| 18 травня 2000                                                            | Канни, Франція                            | інтернет-трансляція                  |                 | Стефані Сеймур • Інгрід Сейнгейв • Тайра Бенкс • Карен Мюлдер • Наомі Кемпбелл • Гайді Клум • Летиція Каста • Даніела Пештова • Інес Ріверо • Адріана Ліма • Жизель Бюндхен • Кармен Касс • Френкі Райдер • Тріш Гофф • Єва Герцигова • Ана Клаудіа Міхельс • Алессандра Амбросіо • Кароліна Куркова • Олучі Онвігба • Анджела Ліндвал • Міні Анден • Фернанда Таварес • Каролін Рібейро • Ріа Дюрем • Орелі Клодель • Гейлінн Коен • Даніта Ангелл • | [ 36 ] [ 7 ] [ 43 ] [ 44 ]        | |
| 13 листопада 2001 (запис) 15 листопада 2001 (ефір)                        | Парк Браянт, Нью-Йорк                     | ABC                                  | 12.4            | Тайра Бенкс • Гайді Клум • Даніела Пештова • Інес Ріверо • Бріджет Голл • Адріана Ліма • Жизель Бюндхен • Тріш Гофф • Єва Герцигова • Алессандра Амбросіо • Кароліна Куркова • Міні Анден • Фернанда Таварес • Каролін Рібейро • Ріа Дюрем • Орелі Клодель • Алек Век • Анок Лепере • Одрі Марней • Діана Месзарос • Емма Гемінг • Карен Елсон • Меггі Різер • Моллі Сімс • Омахіра Мота • Рі Расмуссен | [ 11 ] [ 45 ] [ 14 ]              | Мері Джей Блайдж, Андреа Бочеллі                                                                    |
| 14 листопада 2002 (запис) 20 листопада 2002 (ефір)                        | Lexington Avenue Armory, Нью-Йорк         | CBS                                  | 10.5            | Тайра Бенкс • Наомі Кемпбелл • Гайді Клум • Бріджет Голл • Адріана Ліма • Жизель Бюндхен • Кармен Касс • Френкі Райдер • Алессандра Амбросіо • Кароліна Куркова • Олучі Онвігба • Фернанда Таварес • Каролін Рібейро • Ана Беатріс Баррос • Євгенія Володіна • Ракель Циммерман • Летисія Біркоєр • Іфке Штурм • Деві Дріген • Ліндсі Фрімодт • Лія Кебеде • Мішель Алвес • Уйвала Раут • Ана Гікманн • Каїтріона Белфі • Інга Савич • Надін Стріттматтер • Река Ебергені | [ 14 ] [ 47 ] [ 48 ] [ 49 ]       | Destiny's Child, Марк Ентоні, Філ Коллінз                                                           |
| 13 листопада 2003 (запис) 19 листопада 2003 (ефір)                        | Lexington Avenue Armory, Нью-Йорк         | CBS                                  | 9.4             | Тайра Бенкс • Наомі Кемпбелл • Гайді Клум • Адріана Ліма • Жизель Бюндхен • Кармен Касс • Френкі Райдер • Алессандра Амбросіо • Кароліна Куркова • Олучі Онвігба • Анджела Ліндвал • Міні Анден • Фернанда Таварес • Ана Беатріс Баррос • Євгенія Володіна • Летисія Біркоєр • Деві Дріген • Ліндсі Фрімодт • Лія Кебеде • Мішель Алвес • Уйвала Раут • Ізабелі Фонтана • Діанна Міллер • Жакетта Віллер • Марсель Біттар • Маргарита Свегздайте | [ 15 ] [ 51 ]                     | Стінг, Мері Джей Блайдж, Eve                                                                        |
| 2004 (Angels Across America Tour замість щорічного показу мод)            | Нью-Йорк, Маямі, Лас-Вегас, Лос-Анджелес  | -                                    | -               | Тайра Бенкс • Гайді Клум • Адріана Ліма • Жизель Бюндхен • Алессандра Амбросіо | -                                 | -                                                                                                   |
| 9 листопада 2005 (запис) 6 грудня 2005 (ефір) 13 грудня 2005 (повтор)     | Lexington Avenue Armory, Нью-Йорк         | CBS UPN (повтор)                     | 8.9 3.33        | Тайра Бенкс • Наомі Кемпбелл • Гайді Клум • Адріана Ліма • Жизель Бюндхен • Алессандра Амбросіо • Кароліна Куркова • Олучі Онвігба • Анджела Ліндвал • Фернанда Таварес • Ана Беатріс Баррос • Євгенія Володіна • Ракель Циммерман • Іфке Штурм • Ізабелі Фонтана • Даутцен Крус • Ізабель Гулар • Селіта Ібенкс • Джулія Стегнер • Каролін Вінберг • Морган Дублед • Енді М'юс • Наталя Полєвщикова • Керолайн Трентіні • Інгуна Бутане • Тетяна Ковиліна • Марія Вуйович • Б'янка Балті | [ 52 ] [ 53 ]                     | Кріс Ботті, Рікі Мартін, Seal, барабанна партія Ратгерського університету                           |
| 16 листопада 2006 (запис) 5 грудня 2006 (ефір) 19 грудня 2006 (повтор)    | Театр Кодак, Лос-Анджелес                 | CBS The CW                           | 6.8             | Адріана Ліма • Жизель Бюндхен • Алессандра Амбросіо • Кароліна Куркова • Олучі Онвігба • Анджела Ліндвал • Ана Беатріс Баррос • Ракель Циммерман • Даутцен Крус • Ізабель Гулар • Селіта Ібенкс • Джулія Стегнер • Каролін Вінберг • Морган Дублед • Енді М'юс • Наталя Полєвщикова • Керолайн Трентіні • Міранда Керр • Роузі Гантінгтон-Вайтлі • Флавія де Олівейра • Джессіка Стем • Гана Сукупова • Еліз Кромбе • Катерина Щьокіна • Джейза Чимінаццо • Гізер Маркс • Аджума Насеняна | [ 19 ] [ 55 ]                     | Джастін Тімберлейк                                                                                  |
| 16 листопада 2007 (запис) 4 грудня 2007 (ефір) 11 грудня 2007 (повтор)    | Театр Кодак, Лос-Анджелес                 | CBS The CW                           | 7.4 2.94        | Гайді Клум • Адріана Ліма • Алессандра Амбросіо • Кароліна Куркова • Олучі Онвігба • Анджела Ліндвал • Ізабель Гулар • Селіта Ібенкс • Джулія Стегнер • Євгенія Володіна • Ізабелі Фонтана • Каролін Вінберг • Морган Дублед • Енді М'юс • Інгуна Бутане • Марія Вуйович • Міранда Керр • Роузі Гантінгтон-Вайтлі • Флавія де Олівейра • Джессіка Стем • Гана Сукупова • Еліз Кромбе • Кендіс Свейнпол • Бехаті Прінслу • Ліндсі Еллінгсон • Маріса Міллер • Ноемі Ленуар • Мікаела Кочанова • Джессіка Вайт • Ерін Воссон • Кеті Вайл | [ 20 ] [ 57 ] [ 58 ]              | Spice Girls, will.i.am, Seal і Гайді Клум                                                           |
| 15 листопада 2008 (запис) 3 грудня 2008 (ефір) 17 грудня 2008 (повтор)    | Готель Фонтембло Маямі Біч, Маямі         | CBS The CW                           | 8.7 2.43        | Гайді Клум • Адріана Ліма • Кармен Касс • Алессандра Амбросіо • Кароліна Куркова • Анджела Ліндвал • Ана Беатріс Баррос • Даутцен Крус • Ізабель Гулар • Селіта Ібенкс • Ізабелі Фонтана • Джулія Стегнер • Каролін Вінберг • Морган Дублед • Інгуна Бутане • Міранда Керр • Роузі Гантінгтон-Вайтлі • Флавія де Олівейра • Кендіс Свейнпол • Бехаті Прінслу • Ліндсі Еллінгсон • Маріса Міллер • Ноемі Ленуар • Ерін Гезертон • Марина Лінчук • Шеннан Клік • Едіта Вілкевічуте • Сессілі Лопес • Еббі Лі Кершоу • Емануела де Паула • Ганна В'яліцина • Сара Стефенс • Лара Стоун • Клара Алонсо • Арленіс Соса | [ 60 ] [ 62 ] [ 63 ] [ 64 ]       | Usher, Хорхе Морено                                                                                 |
| 19 листопада 2009 (запис) 1 грудня 2009 (ефір) 9 грудня 2009 (повтор)     | Lexington Avenue Armory, Нью-Йорк         | CBS The CW                           | 8.3 1.7         | Гайді Клум' • Алессандра Амбросіо • Ана Беатріс Баррос • Даутцен Крус • Ізабель Гулар • Селіта Ібенкс • Ізабелі Фонтана • Джулія Стегнер • Каролін Вінберг • Керолайн Трентіні • Міранда Керр • Роузі Гантінгтон-Вайтлі • Кендіс Свейнпол • Бехаті Прінслу • Ліндсі Еллінгсон • Маріса Міллер • Ерін Гезертон • Марина Лінчук • Шеннан Клік • Едіта Вілкевічуте • Сессілі Лопес • Еббі Лі Кершоу • Лілі Олдрідж • Шанель Іман • Лю Вень • Аня Рубік • Еніко Міхалік • Дороті Барт Йоргенсен • Ліндсі Скотт • Кайлі Бісутті • Джеймі Лі Дарлі • Еліс Тейлор • Анна Ягодзінська • Анастасія Кузнєцова • Аміната Ніариа • Тетяна Ковиліна | [ 67 ]                            | The Black Eyed Peas                                                                                 |
| 10 листопада 2010 (запис) 30 листопада 2010 (ефір) 8 грудня 2010 (повтор) | Lexington Avenue Armory, Нью-Йорк         | CBS The CW                           | 9 2.4           | Адріана Ліма • Алессандра Амбросіо • Кароліна Куркова • Ізабель Гулар • Селіта Ібенкс • Ізабелі Фонтана • Джулія Стегнер • Каролін Вінберг • Роузі Гантінгтон-Вайтлі • Кендіс Свейнпол • Бехаті Прінслу • Ліндсі Еллінгсон • Ерін Гезертон • Марина Лінчук • Шеннан Клік • Едіта Вілкевічуте • Лілі Олдрідж • Шанель Іман • Лю Вень • Аня Рубік • Джессіка Стем • Флавія де Олівейра • Емануела де Паула • Ганна В'яліцина • Лаїс Рібейро • Лілі Дональдсон • Констанс Яблонскі • Жаклін Яблонскі • Магдалена Фраковяк • Марта Штрек • Катя Даманкова • Елоїза Герін • Грейсі Карвальо • Фабіана Семпребом | [ 70 ] [ 71 ]                     | Кеті Перрі, Akon                                                                                    |
| 9 листопада 2011 (запис) 29 листопада 2011 (ефір) 14 грудня 2011 (повтор) | Lexington Avenue Armory, Нью-Йорк         | CBS The CW                           | 10.31.6         | Адріана Ліма • Алессандра Амбросіо • Даутцен Крус • Ізабель Гулар • Джулія Стегнер • Каролін Вінберг • Міранда Керр • Кендіс Свейнпол • Бехаті Прінслу • Ліндсі Еллінгсон • Ерін Гезертон • Марина Лінчук • Шеннан Клік • Лілі Олдрідж • Шанель Іман • Лю Вень • Аня Рубік • Флавія де Олівейра • Емануела де Паула • Ганна В'яліцина • Лаїс Рібейро • Лілі Дональдсон • Констанс Яблонскі • Жаклін Яблонскі • Ельза Госк • Карлі Клосс • Шаніна Шейк • Бреджі Гейнен • Єва Лагуна • Тоні Гаррн • Кемерон Рассел • Кэролайн Браш Нилсен • Джессіка Кларк • Анаїс Малі • Кармен Педару • Джоан Смоллс • Суй Хе | [ 73 ] [ 74 ]                     | Maroon 5, Каньє Вест, Jay-Z, Нікі Мінаж                                                             |
| 7 листопада 2012 (запис); 4 грудня 2012 (ефір)                            | Нью-Йорк                                  | CBS                                  |                 | Лілі Олдрідж · Алессандра Амбросіу · Дороті Барт Йоргенсен · Кара Делевін · Шарам Дініс · Лілі Дональдсон · Джордан Данн · Ліндсей Еллінгсон · Барбара Фіалью · Ізабелі Фонтана · Магдалена Фраков'як · Тоні Гаррн · Ізабель Гулар · Фріда Густавссон · Джессіка Гарт · Суй Хе · Ерін Гезертон · Брег'є Гейнен · Ельза Госк · Констанс Яблонскі · Жаклін Яблонскі · Міранда Керр · Карлі Клосс · Даутцен Крус · Єва Лагуна · Адріана Ліма · Барбара Палвін · Шу Пей · Бехаті Прінслу · Гіларі Рода · Камерон Расселл · Шаніна Шейк · Джоан Смоллз · Кандіс Свейнпол · Жасмін Тукс · Мауд Вельцен · Ліу Вен | [ 76 ] [ 77 ]                     | Ріанна, Джастін Бібер і Бруно Марс                                                                  |
| 13 листопада 2013                                                         | Лексінктон Авеню Нью-Йорк                 | CBS                                  |                 | Адріана Ліма · Алессандра Амбросіу · Лілі Олдрідж · Кендіс Свейнпол · Бехаті Прінслу · Сігрід Агрен · Марія Боргес · Даніелла Брага · Сінді Бруна · Лілі Дональдсон · Джордан Данн · Барбара Фіальйо · Ізабеллі Фонтана · Магдалена Фраков'як · Келлі Гейл · Ізабель Гулар · Екатерина Григор'єва · Імам Хамам · Су Йе · Брег'є Хейнен · Тейлор Хілл · Ельза Госк · Марта Хант · Констанція Яблонскі · Жаклін Яблонскі · Млніка Ягасяк · Карлі Клосс · Даутцен Крус · Єва Лагуна · Юмі Ламберт · Грейс Махарі · Стелла Максвел · Еніко Міхалік · Бланка Паділа · Лайс Рібеіро · Сара Сампайо · Шаніна Шейк · Ірина Шаріпова · Джозефіна Скрівер · Джоан Смоллс · Ромі Стрідж · Касіа Страсс · Жасмін Токс · Мод Велзен · Девон Віндсор · Майнг Ксі |                                   | Тейлор Свіфт, Fall Out Boy, Neon Jungle, A Great Big World і ударна лінія Рутгерського університету |
| 4 грудня 2014                                                             | Лондон                                    | CBS                                  |                 | Адріана Ліма · Алессандра Амбросіу · Лілі Олдрідж · Кендіс Свейнпол · Бехаті Прінслу · Сігрід Агрен · Марія Боргес · Даніелла Брага · Сінді Бруна · Лілі Дональдсон · Джордан Данн · Барбара Фіальйо · Ізабеллі Фонтана · Магдалена Фраков'як · Келлі Гейл · Ізабель Гулар · Екатерина Григор'єва · Імам Хамам · Су Йе · Брег'є Хейнен · Тейлор Хілл · Ельза Госк · Марта Хант · Констанція Яблонскі · Жаклін Яблонскі · Млніка Ягасяк · Карлі Клосс · Даутцен Крус · Єва Лагуна · Юмі Ламберт · Грейс Махарі · Стелла Максвел · Еніко Міхалік · Бланка Паділа · Лайс Рібеіро · Сара Сампайо · Шаніна Шейк · Ірина Шаріпова · Джозефіна Скрівер · Джоан Смоллс · Ромі Стрідж · Касіа Страсс · Жасмін Токс · Мод Велзен · Девон Віндсор · Майнг Ксі |                                   | Тейлор Свіфт, Ед Шіран, Хозьєр, Аріана Ґранде                                                       |